# 密蘇里植物園

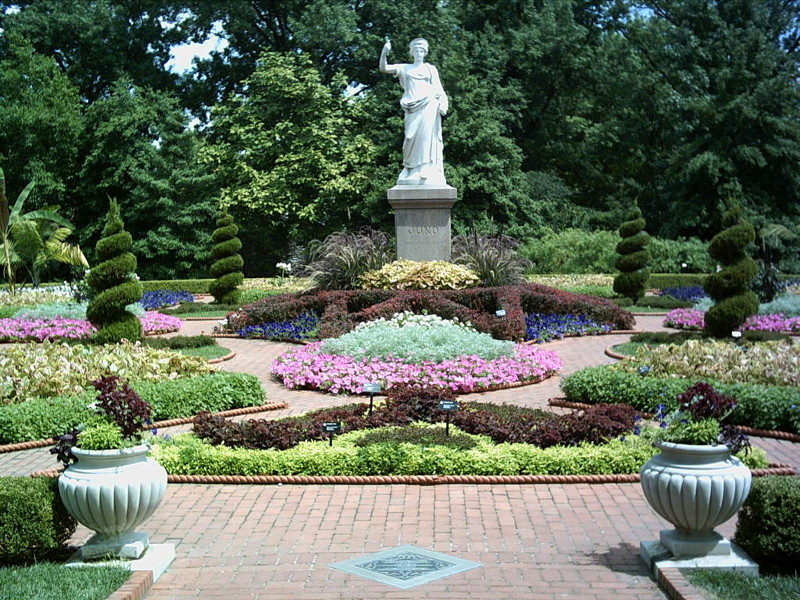
植物園內一處修剪整齊且具維多利亞風格的花園。

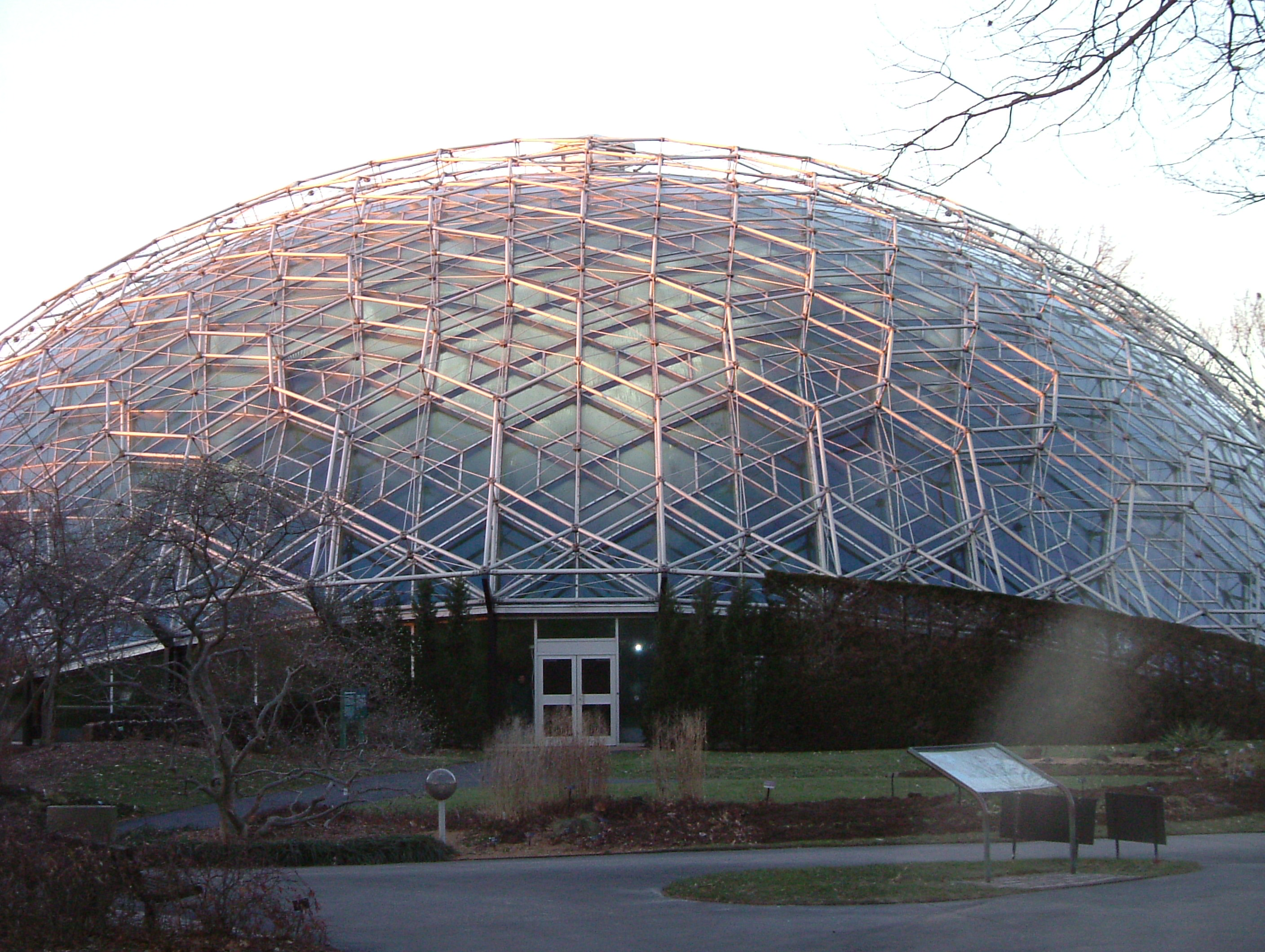
位於植物園內的熱帶雨林模擬氣候室。

密蘇里植物園（Missouri Botanical Garden）是一座位於美國密蘇里州聖路易市的植物園，由美國慈善家亨利·蕭所成立，因此有蕭氏花園（Shaw's Garden）的別稱。它是植物標本館, 拥有超過660萬個標本，是北美第二大植物標本館，僅次於紐約植物園。

## 外部連結
- 密蘇里植物園官方網站（页面存档备份，存于）
- （英文）人工氣候室的歷史和建築（页面存档备份，存于）
- （英文）日式庭園（页面存档备份，存于）
- （英文）Building big: Databank: 人工氣候室 (pbs.org)（页面存档备份，存于）
- （英文）Tower Grove Park（页面存档备份，存于）
- （英文）Botanicus, Digital library（页面存档备份，存于）